# Aversa
Aversa är en stad och en kommun i provinsen Caserta i regionen Kampanien i Italien. Aversa gränsar till kommunerna Carinaro, Casaluce, Cesa, Frignano, Giugliano in Campania, Gricignano di Aversa, Lusciano, San Marcellino, Sant'Antimo, Teverola, Trentola-Ducenta.
Aversa är biskopssäte och känt för sina stora vinodlingar.

## Frazioni
Aversa har endast en frazione, Ponte Mezzotta.  